# Union Sportive du Littoral de Dunkerque
L'Union Sportive du Littoral de Dunkerque è una squadra di calcio francese con sede a Dunkerque. Milita in Ligue 2. I suoi colori sono l'azzurro e il bianco e gioca le sue partite interne presso lo stadio Marcel Tribut.

## Storia
Il club è stato fondato nel 1909 e non ha mai giocato al di sopra della seconda divisione francese, campionato al quale ha preso parte in complessive 35 occasioni (dal 1935 al 1939 e successivamente dal 1966 al 1996). Nel 1929 si è qualificato per le semifinali di Coppa di Francia, arrivando invece ai quarti di finale in altre quattro occasioni (nel 1930, nel 1937, nel 1968 e nel 1971).
La Sentenza Bosman ebbe origine in seguito al rifiuto di lasciar trasferire il calciatore belga Jean-Marc Bosman al Dunkerque, all'epoca militante in seconda divisione.
Dalla stagione 2013-2014 milita nel Championnat National, la terza divisione francese. Al termine della stagione 2019-2020, conclusasi anticipatamente per l'epidemia di COVID-19, il club è stato promosso in Ligue 2.
Il 26 febbraio 2025 raggiunge la prima semifinale di Coppa di Francia della sua storia, battendo 3-2 il Brest, dove perderà 4-2 dal PSG dopo essere passato in vantaggio 2-0.

## Rosa 2024-2025
| N. |                        | Ruolo | Calciatore         |
| -- | ---------------------- | ----- | ------------------ |
| 1  | Francia (bandiera)     | P     | Ewen Jaouen        |
| 2  | Francia (bandiera)     | D     | Alec Georgen       |
| 4  | Francia (bandiera)     | D     | Nehemiah Fernandez |
| 5  | Portogallo (bandiera)  | D     | Diogo Queirós      |
| 7  | Belgio (bandiera)      | A     | Nachon Nsingi      |
| 8  | Francia (bandiera)     | A     | Maxence Rivera     |
| 9  | Paesi Bassi (bandiera) | A     | Kay Tejan          |
| 10 | Francia (bandiera)     | C     | Marco Essimi       |
| 13 | Guadalupa (bandiera)   | D     | Junior Senneville  |
| 15 | Mali (bandiera)        | C     | Anto Sekongo       |
| 16 | Spagna (bandiera)      | P     | Adrián Ortolá      |
| 17 | Comore (bandiera)      | D     | Benjaloud Youssouf |

| N. |                          | Ruolo | Calciatore      |
| -- | ------------------------ | ----- | --------------- |
| 18 | Francia (bandiera)       | A     | Gaëtan Courtet  |
| 19 | Marocco (bandiera)       | A     | Yacine Bammou   |
| 20 | Francia (bandiera)       | C     | Enzo Bardeli    |
| 21 | Francia (bandiera)       | D     | Geoffrey Kondo  |
| 23 | Francia (bandiera)       | D     | Vincent Sasso   |
| 24 | Guinea (bandiera)        | P     | Ibrahim Koné    |
| 26 | Guinea-Bissau (bandiera) | D     | Opa Sanganté    |
| 28 | Francia (bandiera)       | D     | Demba Thiam     |
| 30 | Brasile (bandiera)       | D     | Abner           |
| 80 | Marocco (bandiera)       | A     | Gessime Yassine |

## Palmarès

### Competizioni nazionali
- Championnat de France amateur: 1

2012-2013

### Altri piazzamenti
- Coppa di Francia:

Semifinalista: 1928-1929, 2024-2025
- Campionato francese di seconda divisione:

Terzo posto: 1978-1979 (Gruppo B)
- Championnat National:

Secondo posto: 2019-2020, 2022-2023